# Hot Interconnects
Hot Interconnects是电气电子工程师学会（IEEE）主办的，以“高性能电子连接器”为主题的国际研讨会。从1993年开始，每年8月在美国斯坦福大学召开。该研讨会旨在汇聚高性能电子连接器、软件以及系统方面的架构师和设计师，以此为平台，讨论该领域的最新趋势。会议参加者多数来自公司，发言者多是著名计算机、网络公司的负责人或主要设计师。

## 外链
- 官方网站 （页面存档备份，存于）